# Ansina
Ansina – miasto w Urugwaju, w departamencie Tacuarembó.